# Alonsoa hirsuta
Alonsoa hirsuta là một loài thực vật có hoa trong họ Huyền sâm. Loài này được (Spreng.) Steud. mô tả khoa học đầu tiên năm 1840.